# Foggia
Foggia là một thành phố thuôc tỉnh cùng tên trong vùng Puglia ở Ý. Đô thị này có diện tích km², dân số người.
Đô thị này có các làng sau: Borgo Mezzanone, Arpinova, L'Incoronata, Cervaro, Tavernola, Segezia.
Đô thị này giáp với các đô thị sau: Ascoli Satriano, Carapelle, Castelluccio dei Sauri, Lucera, Ordona, Orta Nova, Rignano Garganico, San Severo,Troia.